# Martin Hoi
Martin Hoi (* 25. Oktober 1974 in Klagenfurt) ist ein österreichischer Kraftsportler. Hoi ist Landesmeister, österreichischer Meister, Staatsmeister, RID und mehrfacher Guinnessweltrekordhalter in verschiedenen Kraftakten. Er war Wettkampfathlet bei der Team-Weltmeisterschaft im Strongman. Er ist 195 cm groß und bringt 190 kg auf die Waage.

## Leben
Martin Hoi wuchs in Klagenfurt auf. Nach der AHS machte er das allgemeine Diplom zum DGKP, ein Jahr später absolvierte er das psychiatrische Diplom zum DGKP. Er arbeitet im Klinikum Klagenfurt in der Psychiatrie. Hoi ist staatlich geprüfter Bodybuilding-Lehrwart, Obstbaum- und Wasserwart; er ist bei der Kärntner Bergwacht und Gründer und Obmann der Kraftsportschmiede St. Georgen am Längsee. Außerdem veranstaltete und organisierte er Kraftsportveranstaltungen, wie die Hoilympics, Landesmeisterschaften im Bankdrücken und Lkw-Ziehen, aber auch nationale und internationale Special-Olympics-Kraftsportevents. Seit seiner frühesten Kindheit beschäftigt sich Hoi mit der Kleintierzucht. Martin Hoi lebt mit seiner Ehefrau und den gemeinsamen Kindern seit 2004 im Bezirk St. Veit an der Glan. Im Jahr 2020 wurde in Encarnacion/Paraguay in der Austria Bar eine Pizza nach Martin Hoi benannt. Die Strongman Martin Hoi Pizza hat mindestens 40 Gramm Eiweiß.

## Sportliche Laufbahn
Im Alter von 6 Jahren begann Hoi mit Fußball, mit 10 wechselte er in die Leichtathletik als Kurz- und Mittelstreckenläufer. Er spielte bis zum 16. Lebensjahr in Handball- und Basketball-Vereinen und bestritt erfolgreich Squash- und Langlaufbewerbe. Mit 17 versuchte er sich im Kickboxen, nach wenigen Monaten wechselte er aber zum Football und begann im Fitnessstudio mit dem Krafttraining.
1995 nahm Hoi erstmals an den Landesmeisterschaften im Bankdrücken teil. Obwohl ihm Trainingskollegen von der Teilnahme abgeraten hatten, konnte er sich bei der Veranstaltung durchsetzen und sich den Landesmeistertitel sichern. Hoi startete in den darauf folgenden Jahren erfolgreich in dieser Disziplin und holte sich bei diversen Veranstaltungen des ÖVK nur erste Plätze.
1995 begann Hoi auch mit dem Steinheben, eine Sportart, die in Süddeutschland sehr populär ist und in der er einige Erfolge feiern konnte. Auf Grund dieser Leistungen wurde Hoi 1996 von Norbert Wallauch  zu den Austrian Giants von Big Otto Wanz eingeladen. Obwohl er erst zwei Wochen vor der Veranstaltung als Ersatzmann nominiert wurde, erreichte Hoi den 6. Platz.
Im Zeitraum von 1996 bis 2007 nahm Martin Hoi an über 200 Strongman-Veranstaltungen im In- und Ausland teil. Thomas Schlieske, langjähriger Freund und Wegbegleiter von Martin Hoi und derzeitiger Manager, gründete 2002 mit Hoi den österreichischen Armwrestlingverband, in dem Hoi die Funktion des Ehrenpräsidenten übernahm und als Wettkampfathlet auf nationaler und internationaler Ebene startete. Mit dem 3. Platz beim internationalen Turnier 2005 in Faak am See, während des Harley-Davidson-Treffens, beendete Hoi seine Armwrestlerkarriere.
Im Februar 2020 wurde Martin Hoi vom Landeshauptmann Peter Kaiser für seine besonderen sportlichen Verdienste im Kraftsport für das Land Kärnten mit einer Ehrenurkunde ausgezeichnet.
Am 6. Dezember 2022 wurde Martin Hoi im Spiegelsaal der Kärntner Landesregierung vom Landeshauptmann Peter Kaiser und vom Landessportdirektor Arno Arthofer mit einer Ehrenurkunde für seine Weltrekorde im Extremkraftsport und sein ehrenamtliches soziales Engagement ausgezeichnet.

## Rekorde
Martin Hoi erzielte 1999 seinen Ersten Weltrekord, als er die Gurktalbahn mit 25 Tonnen in Pöckstein, Bezirk St. Veit an der Glan, 20 Meter nur mit Muskelkraft hinter sich her zerrte.
2001 wurde Hoi erstmals von Guinness World Records mit einer Urkunde für das Halten eines Bungeespringers ausgezeichnet, noch im gleichen Jahr erhielt er seine zweite Auszeichnung von Guinness World Records als stärkster Schiffszieher.
Seit 2012 hat er seine Weltrekordshows ausgebaut und dafür das Team x-treme Kärnten gegründet. Hoi tritt bei seinen Rekordshows unter seinem Shownamen „Carinthian Steel Man“ auf; er gilt als der stärkste Mann Kärntens. 2013 gründete Hoi mit seinem Freund und Betreuer Klaus Grascher die Kraftsportschmiede St. Georgen am Längsee. Der Verein wurde in den ÖVK aufgenommen.
2016 wurde Hoi nochmals mit zwei Zertifikaten von Guinness World Records ausgezeichnet. Hoi startete 2017 bei den Staatsmeisterschaften im Lkw-Ziehen und wurde Staatsmeister. Zu seinen spektakulärsten Kraftevents 2017 zählen das Ziehen eines Lkw mit nur einem Finger über 30 Meter, das Ziehen der MS Landskron 80 Meter stromaufwärts oder das Schleppen von Eisläufern samt Pkw am gefrorenen Längsee.
2018 hat Hoi den Rekord in Stahlstangenbiegen gebrochen. Er hat 10 Stahlstangen in der Zeit von 1,33 Minuten so gebogen, dass sie exakt zusammenpassen.
2018 erhielt Martin Hoi vom Rekord-Institut für Deutschland (RID) den Weltrekord für die größte zurückgelegte Strecke beim Herunterziehen eines fliegenden Helikopters mit reiner Muskelkraft. Ebenso erhielt Hoi den Weltrekord für den schwersten Läufer bei einem Viertelmarathon. Mit einem Gesamtgewicht von 214,5 kg bewältigte Hoi die Strecke in 2 Stunden 24 Minuten 45 Sekunden. Einen weiteren Weltrekord holte sich der Extremkraftsportler, indem er die weiteste Ruder-Strecke (290 Meter) beim Ziehen eines 100-Tonnen-Schiffes erzielte.
2019 erhielt Martin Hoi sieben weitere Weltrekordanerkennungen vom Rekord-Institut für Deutschland. Dazu zählen u. a. das schwerste auf Eis gezogene Gewicht, das schnellste Ziehen eines Autos über die Distanz von 10 Kilometern, sowie die längste Flugzeug-Startverzögerung mit den Händen.
Das Rekord-Institut für Deutschland (RID) zeichnete Martin Hoi im September 2019 mit drei weiteren Weltrekorden aus. Hoi erhielt für das Ziehen eines Lkws mit einem Finger, über die Distanz von 30 Metern einen Weltrekord. Des Weiteren wurde Hoi für die weiteste Strecke beim Halten eines Wasserschifahrers beim WAKE THE LAKE Festival ausgezeichnete. RID bestätigte Hoi einen Weltrekord, als der Kraftsportler am 5. August 2019 das Bücherboot der Arbeiterkammer Kärnten, über den Wörthersee schwimmend, 42 Meter hinter sich her zog.
Am 21. Jänner 2020 erzielte Martin Hoi in Filzmoos den Weltrekord für das schwerste Gewicht beim Heißluftballon-Herunterziehen, als er mit einem Zuggewicht von 200 kg einen Heißluftballon nur mit Muskelkraft 20 Meter weit zu Boden zog.
Am 13. August 2020 erzielte Martin Hoi am Wurzenpass in Kärnten den Weltrekord für das höchste Zuggewicht beim Bewegen eines Kettenpanzer. Hoi zog mit reiner Muskelkraft einen Schützenpanzer vom Typ Saurer/Steyr SPzA1 mit 11,5 Tonnen Eigengewicht auf losem Untergrund 7 Meter weit.
Martin Hoi erzielte den Weltrekord für den weitesten Wurf eines Schwergewichts "Diskus", als er am 2. Juli 2022 in Ampflwang einen 52 Kilogramm schweren Diskus 2,71 m weit warf.
Am 26. Oktober 2022 erzielte Martin Hoi den Weltrekord für das höchste Zuggewicht (Zugwaage 238,8 kg) beim Bewegen einer Grubenbahn, als er in Bad Bleiberg eine Grubenzuggarnitur mit vier Wagen und Lok 20 Meter weit zog.
Martin Hoi erzielte am 22. Juni 2023 mit 212,4 kg den Weltrekord für das "höchste Zuggewicht beim Bewegen einer Naturinsel (Zugwaage)" als er eine 40 Quadratmeter große Naturinsel 65 Meter weit ans Ufer vom Aichwaldsee in Finkenstein zog.
Bei den 24. Staatsmeisterschaften im LKW-Ziehen, die am 27. April 2024 in Leoben ausgetragen wurden, konnte sich Martin Hoi den Staatsmeistertitel sichern. Er zog dabei einen 18 Tonnen schweren Lastwagen über eine Distanz von 25 Metern in 30 Sekunden.
Am 14. August 2024 erzielte Martin Hoi für das " höchste Zuggewicht beim Bewegen eines Schienenfahrzeuges (Zugwaage 250,6 kg) " seinen 21. Weltrekord. Hoi zog in Ferlach einen 19 Tonnen schweren Schienenbus 20 Meter hinter sich her.